# Ralf Dörper
Ralf Dörper (11 de gener de 1960 a Düsseldorf) és un músic electrònic alemany que va aparèixer per primera vegada com a part del moviment punk de Düsseldorf.

## Vida i obra
El primer llançament d'en Dörper va ser amb la banda d'avantguarda S.Y.P.H., seguit de l'únic senzill experimental "Eraserhead / Assault" amb l'etiqueta local Rondo, fent un homenatge a les pel·lícules o bandes sonores de David Lynch i John Carpenter.
Dörper va rebre una alta resposta internacional després que el britànic John Peel va punxar aquest disc a la BBC. També va ser nomenada "Single of the Week" en el periòdic britànic New Musical Express. Les publicacions de Dörper amb la banda Die Krupps de 1980/81 (Stahlwerksonfonie / True Work, True Wage) van ser molt elogiades en els butlletins de música britànics; Són considerats un dels pioners de l'Electronic Body Music.
Després de Sortir de Krupps en 1982, Dörper es va traslladar a un estil radicalment diferent, i va fundar la banda de pop electrònic Propaganda. Juntament a Scorpions, Nena i Kraftwerk es va convertir en la banda de pop de la dècada dels 80 de major èxit d'alemanya. Els Èxits, com ara el Dr. Mabuse, Duel, P-Machinery, i l'Àlbum A Secret Wish (1985) han destacat en diversos països per les seves xifres de vendes excel·lent.
Una controvèrsia legal amb la companyia discogràfica ZTT, així com les remodelacions dins de la banda, van portar a una ruptura involuntària de gairebé tres anys, mentre que en Dörper es va intentar com a redactor d'altres artistes. Ja treballava a l'àlbum de propaganda "1-2-3-4" (1989) i va seguir diversos projectes secundaris// Juntament amb Andreas Thein ha publicat l'Àcid club pista "Dr. Àcid I el Senyor de la Casa". L'produït Krupps-Leibniz-Ebb-cooperació "Maquinàries de l'Alegria" ha portat a la recuperació de la Krupps. També va publicar un Cover de la Kraftwerk clàssic "Ruckzuck". En aquest, sota el nom de Tecnòcrata Versió publicada recollides Dörper, també, Remixer i de l'entorn de la "Intelligent Techno" del Segell Britànic Warp Records, com ara Richard H. Kirk del Cabaret Voltaire i Dolç Exorcista.
Entre el 1989 i el 1997, es va dedicar a Dörper juntament amb Jürgen Engler del projecte , La Krupps. En aquest moment hi ha cinc nous àlbums, i la Banda jugat més de 200 concerts a Europa i Amèrica del Nord. Des de l'any 2004, i el 2005 va en diversos concerts de Retrobament de la Krupps i Propaganda part. 2006 morir Krupps celebrat el seu 25è aniversari amb una Gira i diverses aparicions en Festivals Europeus. 30-any etapa aniversari celebrat El Krupps el 2011 amb un Doble headlining Gira juntament amb Nitzer Ebb.
Dörper treballat a més de la seva carrera com a músic en el sector financer i va ser un Analista, a l'antic WestLB. En el Britànic Financial Times va Ralf Dörper en el 2008 Millor Intermediació Premis com Europa n º 1 en Estoc Selector en el seu sector que s'atorga.

## Curiositats
Els Metges són dedicada a ell en 1995 en el seu Disc "Planeta Punk" de la cançó "les Meves Ex(plodierte) amic," una línia de text ("ella tenia un bon cos, com el de la Krupps, quin era el seu nom? - Dörper!"). El seu últim nom de la llengua Dörper aquí, personalment, a Banda.